# Chris Björin
Christer Björin, detto Chris (1947), è un giocatore di poker svedese.
Pur mantenendosi sempre lontano dal mondo televisivo e delle interviste, Björin disputa regolarmente le WSOP dagli anni novanta e vanta due braccialetti (vinti alle WSOP 1997 e 2000).
Björin è uno dei giocatori più titolati nella storia delle WSOP: dopo l'edizione 2011 figura infatti al 6º posto nella classifica di tutti i tempi dei piazzamenti a premi WSOP, con 61 ITM.

## Braccialetti delle WSOP
| Anno | Torneo                  | Premio (US$) |
| ---- | ----------------------- | ------------ |
| 1997 | $1.500 Pot Limit Omaha  | $169.200     |
| 2000 | $3.000 No Limit Hold'em | $334.110     |